# Saint-Alban, Haute-Garonne
Saint-Alban är en kommun i departementet Haute-Garonne i regionen Occitanien i södra Frankrike. Kommunen ligger i kantonen Toulouse 14e Canton som tillhör arrondissementet Toulouse. År 2022 hade Saint-Alban 6 447 invånare.

## Befolkningsutveckling
Antalet invånare i kommunen Saint-Alban
Referens:INSEE

## Vänorter
- Salgareda, Italien (1989)
- Brzeziny, Polen (2010)